# 汪运錀
汪运錀（1832年—1879年），安徽省徽州府歙縣西溪人，清朝政治人物、同進士出身。
汪运錀早年就读于家乡西溪村和义堂家中厅堂塾馆，师从汪运鏊（1814-1898），与光绪六年（1880）进士汪宗沂（1837-1906）同门。清同治十年（1871年）39岁，参加辛未科殿試，登进士三甲第24名。授翰林院庶吉士。